# Offstein
Offstein in Rheinhessen ist eine Ortsgemeinde im Landkreis Alzey-Worms in Rheinland-Pfalz. Sie gehört der Verbandsgemeinde Monsheim an.

## Geographie
Offstein liegt im südlichen Rheinhessen und im westlichen Bereich des Oberrheingrabens. Der Eisbach, ein linksrheinischer Nebenfluss, verläuft durch den südlichen Teil der Ortsgemeinde. Die Siedlungsform kommt einem Haufendorf gleich. Durch die geschützte Lee-Seite der umliegenden Mittelgebirge wird ein mildes und arides Klima begünstigt. Ein hoher Lössgehalt sowie eine hohe natürliche Ertragsfähigkeit der Böden ermöglichen ein hohes Ertragspotenzial in der Landwirtschaft.
Zu Offstein gehören auch die Wohnplätze Rosengartenmühle, Stegmühle und In den Aspen.

## Geschichte

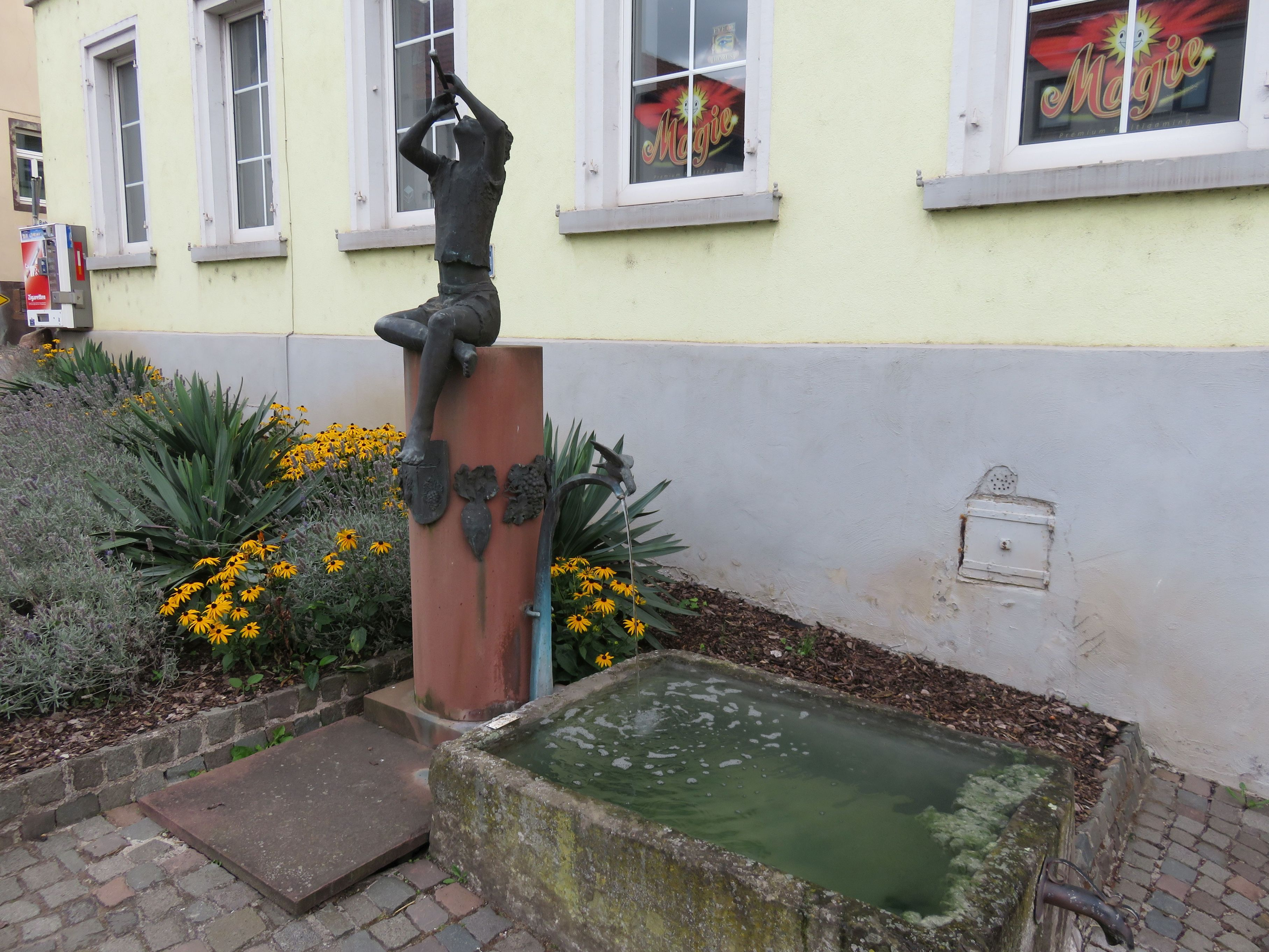
Brunnen mit Flötenspieler-Skulptur (2016)

Hinweise über die ersten sesshaften Bewohner Offsteins liefern Grabfunde, die bis in die Jungsteinzeit zurückreichen. Kelten, Römer und Germanen folgten. Das Wissen der Römer bezüglich des Weinbaus und des Baus von Steinhäusern wurde von den Franken ab Ende des 5. Jahrhunderts übernommen.
Die älteste erhaltene Erwähnung erfuhr der Ort als „Offenstein“ im Lorscher Codex zwischen den Jahren 766 und 768, der einen Gebietstausch zwischen dem damaligen Bischof von Metz und dem Kloster Lorsch bezeugt. Insgesamt elf Urkundenabschriften der Jahre 766/68 bis 791 nennen Offstein. Auch das Kloster Otterberg war im Ort begütert.
Von 1359 bis 1661 war Offstein im Besitz der Herren von Oberstein. Johann I. von Oberstein erbaute östlich von Offstein die Burg Oberstein, die er 1359 dem Trierer Kurfürsten Boemund II. zu Lehen auftrug. 1450 besaßen die Obersteiner als Ortsherren die Burg als Lehen des Kurfürsten von Trier, Äcker und Weingärten als Lehen des Kurfürsten von der Pfalz und Vogtei und Gericht als Lehen von Zweibrücken-Bitsch. Nach dem Aussterben der Obersteiner Anno 1661 kam das Dorf durch Tausch gegen andere Güter in den Besitz des Kurfürsten Carl Ludwig von der Pfalz.
Mit der Aufteilung der Kurpfalz in der Franzosenzeit wurde Offstein 1798 bis 1814 dem Kanton Pfeddersheim im Département Donnersberg angegliedert. 1815 wurde es dem Großherzogtum Hessen zugeordnet. Mit dem Zusammenschluss der Kantone Pfeddersheim, Osthofen und Worms nach der französischen Besetzung wurde die Ortschaft im Jahr 1835 Teil des Kreises Worms. Seit 1972 gehört Offstein der damals neu gebildeten Verbandsgemeinde Monsheim an.

## Politik

### Gemeinderat
Der Gemeinderat in Offstein besteht aus 16 Ratsmitgliedern, die bei der Kommunalwahl am 9. Juni 2024 in einer personalisierten Verhältniswahl gewählt wurden, und dem ehrenamtlichen Ortsbürgermeister als Vorsitzendem.
Die Sitzverteilung im Gemeinderat:
| Wahl | SPD | FWG | LuK | GfO | Gesamt   |
| ---- | --- | --- | --- | --- | -------- |
| 2024 | 7   | 7   | 2   | –   | 16 Sitze |
| 2019 | 7   | 7   | 2   | –   | 16 Sitze |
| 2014 | 6   | 6   | 4   | –   | 16 Sitze |
| 2009 | 7   | 9   | –   | –   | 16 Sitze |
| 2004 | 6   | 4   | –   | 6   | 16 Sitze |
| 1999 | 6   | 3   | –   | 7   | 16 Sitze |

- FWG = Freie Wählergruppe Offstein e. V.
- LuK = Liste unabhängiger Kandidaten e. V.

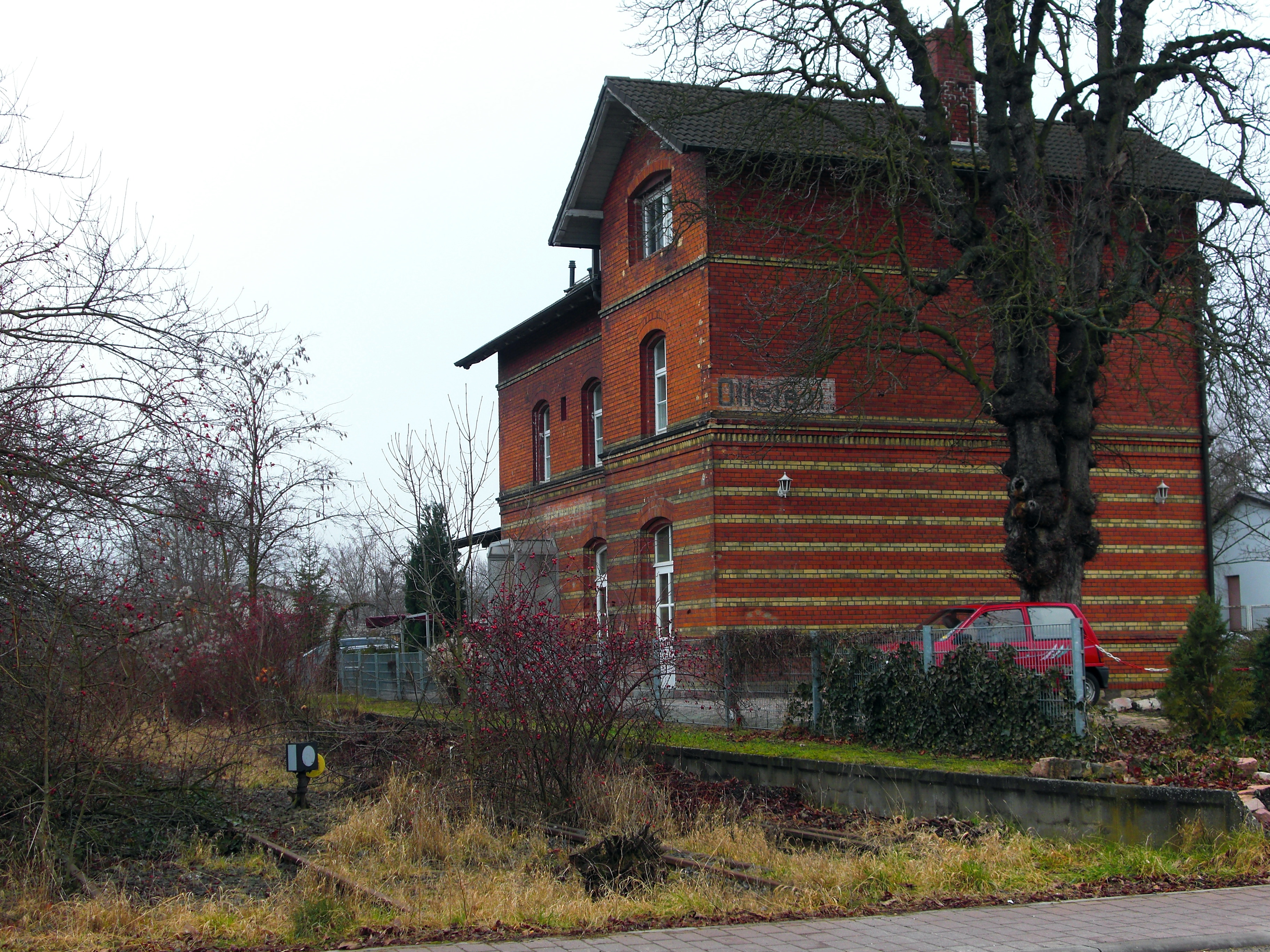
Ehemaliger Bahnhof Offstein mit stillgelegten Gleisen

- GfO = Gemeinsam für Offstein

### Ortsbürgermeister
- 1945–1969 Johann Peter Schneider (SPD)[9]
- 1969–1975 Willy Schneider (SPD)[9]
- 1975–1994 Otto Bergner (SPD)[9]
- 1994–2018 Robert Kuhn (parteilos)
- 00seit 2019 Andreas Böll (SPD)

Bei der Direktwahl am 26. Mai 2019 wurde Andreas Böll mit einem Stimmenanteil von 56,95 % gewählt. Der bisherige Bürgermeister Robert Kuhn war im Dezember 2018 völlig überraschend verstorben. Bei der Direktwahl am 9. Juni 2024 wurde Andreas Böll als einziger Bewerber mit 61,2 % für weitere fünf Jahre in seinem Amt bestätigt.

### Wappen
| Wappen von Offstein | Blasonierung: „In Schwarz eine silberne Waage.“ |
| Wappen von Offstein |                                                 |

## Wirtschaft und Infrastruktur
Im benachbarten, zur Gemeinde Obrigheim gehörenden Weiler Neuoffstein befindet sich das Südzucker-Werk Offstein, welches der wichtigste Arbeitgeber für Offstein ist.
Durch Offstein verlief die Bahnstrecke Worms–Grünstadt. Der Güterverkehr nach Offstein wurde 1998 eingestellt und die Strecke in diesem Abschnitt stillgelegt. Eine Busverbindung in südwestlicher bzw. nordöstlicher Richtung besteht über die Linie 451 Grünstadt–Worms. Die A 61 liegt nur wenige Autominuten entfernt.
Die Versorgung mit elektrischem Strom begann im Jahr 1900, welche der Installation einer Anlage in der Stegmühle im Westen Offsteins zu verdanken ist. Neun Jahre später erfolgte der Anschluss an das Seebachgebiet Osthofen über eine neu verlegte Wasserleitung, die der Trinkwasserversorgung diente. Die bis ins beginnende 20. Jahrhundert verwendeten Dorfbrunnen wurden dadurch kontinuierlich ersetzt.

## Söhne und Töchter von Offstein

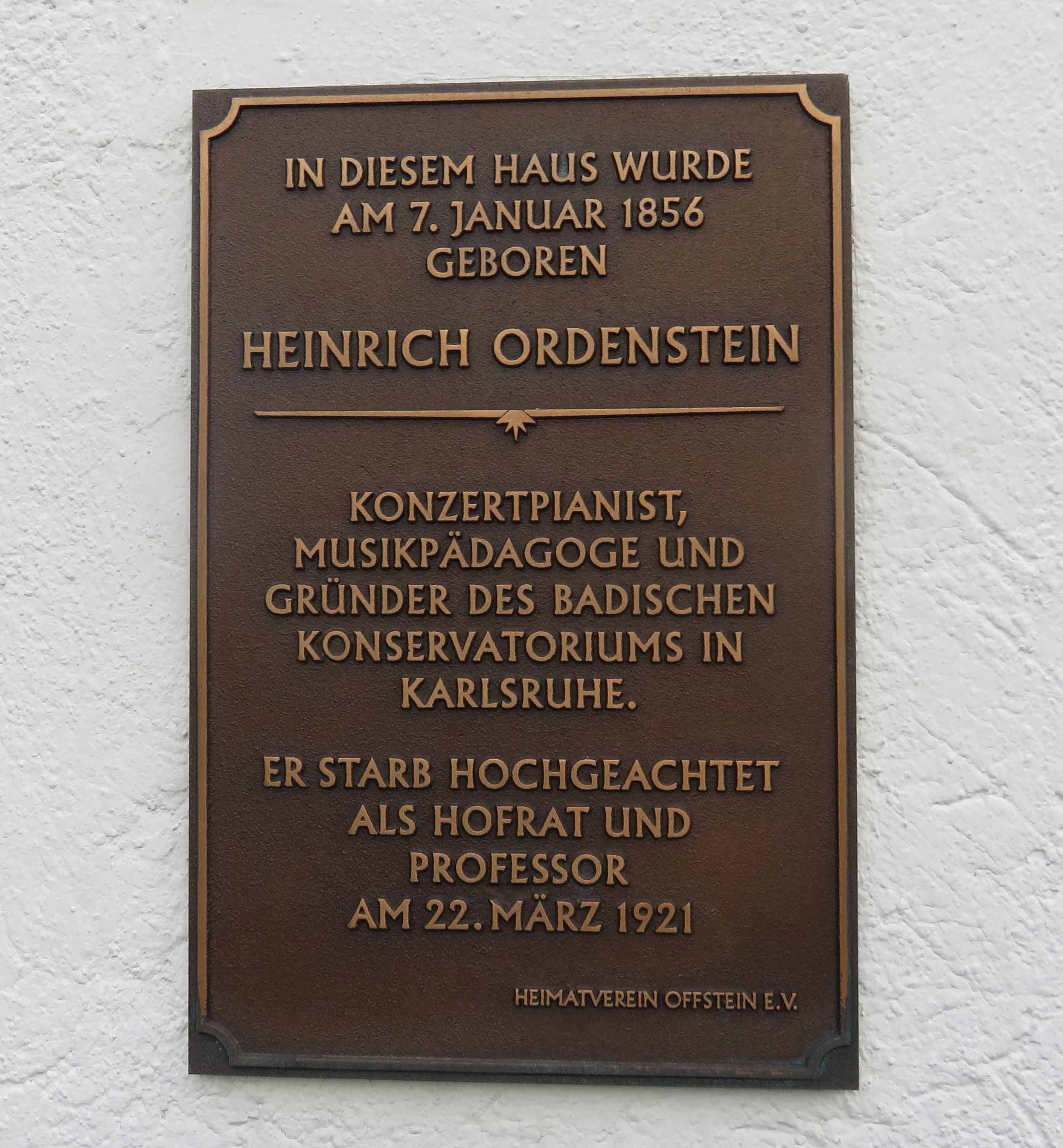
Gedenktafel über Musikpädagoge Heinrich Ordenstein an der Außenfassade seines Geburtshauses in der Pfeddersheimer Straße 3 in Offstein

- Leopold Ordenstein (* 1835 in Offstein; † 1902 in Paris), Neurologe, Pionier in der Erforschung der Multiplen Sklerose
- Heinrich Ordenstein (* 1856 in Offstein; † 1921 in Karlsruhe), Konzertpianist, Musikpädagoge, Gründer des Badischen Konservatoriums Karlsruhe
- Ernst Walter Görisch (* 1949), Landrat des Landkreises Alzey-Worms

## Trivia
Im Mai 2021 veröffentlichte der Autor Reinhold Hörländer, der aus Speyer stammt, den Roman Dieses eine gewöhnliche Leben, der in der Gemeinde Offstein spielt und von einem fiktiven Ortsbürgermeister erzählt, im TZ-Verlag & Print GmbH, Roßdorf.